# Negligência Intermediária da Sobreposição Diferencial de Zerner
ZINDO é um método químico quântico semi-empírico utilizado na química computacional. É um desenvolvimento do método INDO. ZINDO significa Negligência Intermediária da Sobreposição Diferencial de Zerner, tal como foi desenvolvida por Michael Zerner e seus colaboradores na década de 1970. Ao contrário do INDO, o que era muito restrito para moléculas orgânicas e as que contêm os átomos de B para F, ZINDO cobre uma ampla faixa da tabela periódica, incluindo até mesmo os elementos de terra-rara. Existem duas versões distintas do método:
- ZINDO/1 – para o cálculo das propriedades do estado fundamental, tais como comprimentos de ligação e ângulos de ligação. Refere-se a um cálculo MMU (RHF ou ROHF) com o nível INDO/1, como sugerido por Pople, que fornece a referência de estados coeficientes de MO. Estado fundamental de dipolo momentos e potenciais de ionização são em geral muito precisos. Otimizações de geometria são irregulares, o que levou o grupo de Zerner a melhorar o desempenho do código, no final da década de 1990[3]
- ZINDO/S (algumas vezes chamado apenas INDO/S) – usa as orbitais moleculares INDO/1 para calcular estados excitados e, portanto, espectros eletrônicos. Ele consiste de um cálculo de interação de configurações , incluindo apenas a referência para o estado, além de um pequeno conjunto de excitações de um único elétron  dentro de um espaço ativo selecionado, tipicamente cinco HOMOs e cinco LUMOs.

O original programa BIGSPEC  de Zerner não está amplamente disponível, mas o método é implementado em HyperChem, ORCA, em parte, no Gaussiana, e em SCIGRESS.
Para obter bons resultados, é freqüentemente necessário  ajustar os parâmetros de uma dada molécula, tornando-a ideal apenas nos cálculos semi-empíricos.